# متحف السيالي
متحف السيالي أحد متاحف منطقة مكة المكرمة في محافظة الطائف في بني سعد، أسسه حمد عواض صالح السيالي، يتكون المتحف من ثلاث قاعات عرض لقطع تراثية منوعة تشمل الأسلحة مثل البنادق المختلفة والسيوف والرماح والخناجر بالإضافة إلى عدد من العملات المعدنية والورقية وايضا مجموعة من المصنوعات الخوصية والجلدية كالقرب والنطع والأواني النحاسية والملابس وادوات الزينة للنساء، وكذلك بعض الحلي ومجموعة من الأدوات الحجرية.